# Alexandra Kroutikova
Alexandra Pavlovna Kroutikova (Алекса́ндра Па́вловна Кру́тикова), née en 1851 à Potchep dans le gouvernement de Tchernigov (Empire russe) et morte en 1919, est une cantatrice russe, contralto.

## Biographie
Elle étudie à Paris auprès de François Wartel (1806-1882), puis à Saint-Pétersbourg, où elle termine en 1872 le conservatoire dans la classe d'Henriette Nissen-Saloman. Elle débute sur scène dans le rôle de Vania dans Une vie pour le tsar de Glinka, au théâtre Mariinsky en 1873.
Elle fait partie de la troupe du théâtre Bolchoï de Moscou en 1880. Elle fait des tournées en Suède, à Odessa, à Kharkov et à Kiev qui rencontrent un grand succès. C'est elle qui interprète pour la première fois le rôle d'Olga dans Eugène Onéguine au Bolchoï en janvier 1881. Elle chante aussi dans un autre opéra de Tchaïkovski, cette fois-ci pour la première de Mazeppa en 1884. Tchaïkovski estimait tellement son talent qu'il lui dédie deux romances «Примиренье» (Réconciliation) (ор. 25, № 1, 1874) et «Лишь ты один» (Tu n'es que le seul) (ор. 57, № 6, 1884).
Alexandra Kroutikova a joué dans une quarantaine de rôles dont la princesse Morozova dans L'Opritchnik, Ortrud dans Lohengrin, Zerline dans Don Giovanni, la comtesse dans La Dame de pique, le prince Ratmir dans Rouslan et Ludmila, Solokha dans Les Souliers de la reine, etc.
Elle était l'épouse du célèbre baryton Bogomir Korsov (1845-1920).

## Source de la traduction
- (ru) Cet article est partiellement ou en totalité issu de l’article de Wikipédia en russe intitulé « Крутикова, Александра Павловна » (voir la liste des auteurs).